# 李友蘭 (1881年)
李友蘭（1881年—1950年）字香斋，别号恒甫，辽宁省法库县叶茂台镇叶茂台村人。中华民国政治人物。

## 生平
13岁时入新民县巨流河村私塾学习。后来考入奉天省城师范学校。毕业后投身教育事业。1912年，任奉天省议会议员，不久当选为议长。后又任洮昌道尹。1919年至1927年夏，历任中日合办的鸭绿江采木公司理事长、中日合办的本溪湖煤铁公司总办。1927年秋，调任东三省官银号总办。1929年，任安东关监督。
九一八事变后，李友兰返回沈阳。1931年9月，日本关东军授意成立沈阳地方维持委员会，任命袁金铠、李友兰等9人为委员。但李友兰发表声明退出沈阳地方维持委员会。不久秘密逃到天津，后来隐居北平，更名为李恒甫。此后一直闲居家中。曾任东北义园管理委员会常委。
1950年，李友兰在北京病逝，享年69岁。

## 著作
- 李友兰，考察日本林业日志，1923年